# Бертольд II (герцог Швабії)
Бертольд II (нім. Berthold II. von Zähringen; бл. 1050 — 12 квітня 1111) — герцог Швабії у 1092—1098 роках (як Бертольд II), 1-й герцог Церінген у 1098—1111 роках (як Бертольд I).

## Життєпис

### Молоді роки
Походив зі знатного швабського роду. Син Бертольда, графа Ортенау, та Ріхвари Швабської. Народився близько 1050 року. 1061 року його батько став герцогом Каринтії та маркграфом Веронським. У 1075 році його батько, що втратив Каринтію та не отримав обіцяну Швабію, перейшов на бік Папського престолу в боротьбі за інвеституру з імператором Генріхом IV.
1077 року молодий Бертольд спільно з батьком брав участь у повстанні Рудольфа, герцога Швабії. За це імператор конфіскував у родини всі титули й майно. Втім після обрання Рудольфа королем Німеччини та зміцнення його становища в королівстві, обидва Бертольди повернули свої землі. Водночас Бертольд оженився з донькою обраного короля.

### Маркграф
1078 року після смерті батька успадкував титул маркграфа та володіння навколо замку Церінген.  1079 року підтримав свого швагра Бертольда I, герцога Швабії, у боротьбі проти прихильника імператора — Фрідріха фон Бюрена.
1081 року стає прихильником нового короля Германа фон Зальма, якого обрали після смерті Рудольфа. У 1084 році ситуація в Швабії погіршилася, де прихильникам імператора Генріха IV вдалося досягти значних успіхів. Втім Бертольд із союзниками продовжив боротьбу в Швабії, яку він очолив у 1090 році після смерті герцога Бертольда I. Також отримав землі Рейнфельденів у королівстві Бургундія.

### Герцог Швабії
1091 року зводить замок Фрайбург, куди переносить свою резиденцію. 1092 року частиною швабської знаті обирається герцогом Швабії. Того ж року оголошений герцогом Каринтії та маркграфом Верони, хоча не мав там фактичної влади. У Швабії й далі контролював лише південь. 1093 року зумів зайняти значну частину Швабії. Того року в Шварцвальді заснував бенедиктинський монастир Св. Петра.

### Герцог Церінген
1097 року Бертольд II досяг з Фрідріхом фон Бюреном угоди, за якою останній визнавався герцогом Швабії, але з неї виключалися володіння Вельфів і Церінгенів (від Юри до Сен-Бернара). Бертольд зберіг титул герцога і визнавався імперським фогтом Цюріхгау і Торгау.
1105 року підтримав повстання принца Генріха проти свого батька Генріха IV. 1106 року виступив посередником між містом Кельн та новим імператором Генріхом V. 1107 року був членом посольства до папи римського Пасхалія II.
Помер Бертольд 1111 року. Йому спадкував син Бертольд II.

## Родина
Дружина — Агнес, донька Рудольфа, антикороля Німеччини
Діти:
- Бертольд II (д/н—1122), герцог Церінген
- Бертольд (помер дитиною)
- Конрад (бл. 1095—1152), герцог Церінген
- Рудольф (д/н—1111)
- Лютгарда (1087)
- Агнес (д/н — після 1125), дружина Вільгельма II, пфальцграфа Бургундії
- Петріса (1095—1115/1116), дружина Фрідріха, графа Ферретт
- Лютгарда (1098—1131), дружина Готфріда I фон Кальв, пфальцграфа Рейнського
- Юдит (1100—д/н), дружина Ульріха II, графа Гаммертінген